# خالد صالح
خالد صالح (20 يناير 1964 - 25 سبتمبر 2014)  هو ممثل مصري. اشتهر بأداء الأدوار المركبة وأدوار الشر والجبروت. له ما يقرب 70 عملاً، منهم حوالي 16 مسلسلًا و32 فيلمًا، و5 مسرحيات، إلى جانب عدد من المسلسلات الإذاعية.

## نشأته حياته
ولد في أبو النمرس، محافظة الجيزة، ونشأ يتيماً حيث توفيت والدته وهو صغير ليلحق بها والده، تولى شقيقه وإسمه إنسان تربيته (توفي عام 2012) وتخرج في كلية الحقوق عام 1987، التي كان يمثل في مسرحها أثناء دراسته ثم عمل سائق تاكسي بعد تخرجه من كلية الحقوق، ثم سافر إلى الخليج لأجل العمل، وكان صالح يحلم أن ينشأ مصنع حلويات شرقية، حيث كانت له تجربه في سابقة في العمل بالحلويات مع شقيقه، وقام شقيقه برفضه من المصنع لأنه لم يكن ملتزماً بمواعيد العمل.
عاد من الخليج ليعمل أدوار كومبارس في المسرح من خلال المعهد العالي للفنون المسرحية، وكان يقوم بدور شخص يمر في خلفية المسرح أثناء حديث الأبطال من دون أن يتحدث. ثم عمل في مسرح الهناجر بدار الأوبرا المصرية كمساعد مخرج.
أول أفلامه كان فيلم جمال عبد الناصر، عام 1996، جسد فيه دور رئيس جهاز المخابرات العامة المصرية صلاح نصر. وشارك في أول مسلسل له عام 1999، وجسد فيه دور مأمون الشناوي في مسلسل أم كلثوم . قام بالأداء الصوتي في النسخة المدبلجة من فيلم "نيمو"، الحاصل على جائزة أوسكار لأفضل فيلم صور متحركة، عام 2003.
تفرغ تماماً للتمثيل في عام 2000 وهو في سن السادسة والثلاثين ولمع نجمه سريعاً وبرع في أداء الأدوار المعقدة وفي أدوار الشر والجبروت.
من أهم أعماله السينمائية تيتو وعمارة يعقوبيان والريس عمر حرب وأيضا عرض له في رمضان 2007 مسلسل سلطان الغرام وفي رمضان 2008 مسلسل بعد الفراق وهما بطولة مطلقة له وأيضا في صيف 2007 فيلم أحلام حقيقية وفيلم (هي فوضى) إخراج يوسف شاهين وخالد يوسف .

## الأعمال الخيرية
حرص خالد صالح في كل بلد زاره على زيارة أحد الجمعيات الخيرية أو مراكز ذوي الاحتياجات الخاصة أو ماشابه حيث أنه وجد في ذلك واجب عليه أداءه. سبق له زيارة مركز راشد لعلاج ورعاية الأطفال في دبي، وترك مهرجان الشرق الأوسط للسينما، في أبوظبي لمدة 3 أيام، كي يشارك في حفل تدشين مستشفى سرطان الأطفال الجديد في السودان.

## خالد صالح والنقاد
مثَل خالد صالح ساحة خصبة للنقاد من حيث تباين آرائهم، حيث دفعت الأدوار الكبيرة التي لعبها في المسلسلات الرمضانية إلى الواجهة وجعلت منه أحد الشخصيات الأساسية في فترة رمضان التي تمثل الموسم الأساسي للأعمال الدرامية.
نجد أن المؤيدون لخالد صالح اعتبروه أحد أهم فنانى الجيل الحالى، وامتداداً لجيل العمالقة من الممثلين المصريين الذين برعوا في آداء الأدوار المعقدة مثل زكي رستم ومحمود المليجي. مستدلين على ذلك بقدرته العالية في التشخيص والذي يصل إلى حد الاندماج الكامل في الدور الذي يؤديه، ويصف الكثيرون آداءه بالصدق وعدم الافتعال، مما أدى لشعبيته الواسعة التي تمتد عبر الوطن العربي.
و من جهة أخرى، يرى العديد من النقاد أنه بالرغم من الأداء الممتاز للفنان، إلا أن اختياره لأدواره في المسلسلين الرمضانيين (وهي الأدوار الأهم في مسيرته الفنية) لم يكن موفقاً، فالأحداث كانت تتناسب مع شخصية بمواصفات شبابية وجاذبية لم تكن موجوده بالكامل في شخصية خالد.

## الجوائز والتكريم
- جائزة أفضل دور ثان في فيلم "تيتو" من المهرجان القومي الـ11 للسينما عام 2005.
- جائزة أفضل ممثل لعام 2005، عن دوره في فيلم "ملاكي إسكندرية"، من إخراج ساندرا نشأت.
- جائزة التمثيل من مهرجان الأفلام وجائزة الإبداع الذهبية وشهادة تقدير لأحسن تمثيل من مهرجان الإعلام العربي عن دوره في مسلسل "تاجر السعادة" عام 2009، وأهدى الجائزة لزوجتة هالة.[4]

## أعماله

### أفلامه
| - بخيت وعديلة 2: الجردل والكنكة (1997) - جمال عبد الناصر (1998) - جنة الشياطين (1999) - النمس (2000) - الحب مسرحية من 3 فصول (2001) - كرسى في الكلوب (2001) - خلي الدماغ صاحي (2001) - شرم برم (2001) | - محامي خلع (2002) - النعامة والطاووس (2002) - ميدو مشاكل (2003) - البحث عن نيمو (2003) أداء صوتي - تيتو (2004) - أحلى الأوقات (2004) - خالي من الكوليسترول (2005) | - فتح عينيك (2005) - حرب أطاليا (2005) - ملاكي إسكندرية (2005) - عن العشق والهوى (2006) - ثمن دستة أشرار (2006) - أحلام حقيقية (2006) | - عمارة يعقوبيان (2006) - هي فوضى (2007) - حين ميسرة (2007)--> ضيف شرف - الريس عمر حرب (2008) - كيوت (2008) - آخر أيام الأرض (2009) فيلم صوتى درامى | - ابن القنصل (2010) - الحرامي والعبيط (2013) - لبن العصفور (2011) - كف القمر (2011) - المصلحة (2012) - فبراير الأسود (2013) - الجزيرة 2 (2014) |

### مسلسلاته التلفيزيونية
| - حلاوة الروح 2014 جمال جاد الله - فرعون 2013 فرعون - 9 جامعة الدول 2012 عصفور - الريان 2011 أحمد الريان - موعد مع الوحوش 2010 طلعت | - تاجر السعادة 2009 مصباح - بعد الفراق 2008 يوسف - سلطان الغرام 2007 - أحلام عادية 2005 فرج خنزيرة | - محمود المصري 2004 - شباب أون لاين سيت كوم 2002والد زياد - الدم والنار 2004 ضاحي - حكايات زوج معاصر 2003 | - الرقص على سلالم متحركة 2001 فايز برسومة - نجوم في سماء الحضارة الإسلامية 2001 - أم كلثوم 1999 مأمون الشناوي |

حلاوة الروح 2014

### المسلسلات الأذاعية
- فيلم عربي.
- أهلا يا بشاوات.
- مش ألف ليلة وليلة.
- أحمد رامي.

## مسرحيات
- أنطوريو و كيلو بطة 1998
- الميلاد 1997
- طقوس الإشارات والتحولات 1996
- الغفير
- اصحوا يا بشر تأليف أحمد مرسي واخراج سعد صالح 2001

## مرضه ووفاته
أصيب صالح منذ حوالي 24 عاماً بآلام حادة في قلبه وعرف حقيقة مرضه حيث شخص بمرض وراثي في القلب وأن قلبه عليل لا يقوى على تحمل أي أعباء أو مجهود، ولكنه لم يستسلم وخضع لجراحة ناجحة منذ سنوات. تعرض لأزمة قلبية نتيجة الإجهاد الشديد، الذي بذله أثناء تصوير مسلسله موعد مع الوحوش. وتعرض لآلام حادة في منطقة الصدر، أثناء تصوير مسلسله الأخير "حلاوة الروح". حاول إخفاء تعرضه لبعض المتاعب الصحية التي دخل على أثرها مركز أمراض القلب، لكن الأطباء أخبروه بضرورة خضوعه لعملية قلب مفتوح لتغيير شريان وصمام في القلب. خضع في سبتمبر عام 2014، إلى تغيير صمام بالقلب، حيث أجريت له العملية في مركز القلب بأسوان، وأجرها له جراح القلب العالمي، الدكتور مجدي يعقوب.
توفي صالح فجر الخميس 25 سبتمبر 2014 عن عمر يناهز 50 عاماً بعد تدهور حالته الصحية أثر إجرائه عملية جراحية في القلب، وشيع جثمانه فجر الجمعة من مسجد عمرو بن العاص بالقاهرة.

## وصلات خارجية
- خالد صالح على موقع IMDb (الإنجليزية)
- خالد صالح على موقع الدهليز
- خالد صالح على موقع قاعدة بيانات الأفلام العربية
- خالد صالح على موقع ألو سيني (الفرنسية)
- خالد صالح على موقع أول موفي (الإنجليزية)
- خالد صالح على موقع قاعدة بيانات الفيلم (الإنجليزية)
- خالد صالح على موقع كينوبويسك (الروسية)